# Maranhão (Avis)
Maranhão ist ein portugiesischer Ort und eine ehemalige Gemeinde (Freguesia) im Kreis Avis.
In der Gemeinde lebten 64 Einwohner (Stand 30. Juni 2011).
Am 29. September 2013 wurden die Gemeinden Maranhão und Alcôrrego zur neuen Gemeinde União das Freguesias de Alcórrego e Maranhão zusammengefasst.